# قرار مجلس الأمن التابع للأمم المتحدة رقم 831
قرار مجلس الأمن التابع للأمم المتحدة رقم 831، المعتمد في 27 مايو 1993، بعد إعادة التأكيد على القرار 186 (1964) وجميع القرارات اللاحقة بشأن قبرص، ناقش المجلس الوضع المالي المحيط بقوة الأمم المتحدة لحفظ السلام في قبرص.
وأكد مجلس الأمن من جديد أن تمديد ولاية قوة الأمم المتحدة لحفظ السلام في قبرص سيجري استعراضه كل ستة أشهر. وشدد أيضاً على أهمية التبرعات لعمليات الأمم المتحدة لحفظ السلام، ولا سيما التأكيد على أهمية التسوية المبكرة للنزاع القبرصي وتنفيذ تدابير بناء الثقة. صدرت تعليمات لكلا الجانبين للتعاون مع قوة الأمم المتحدة لحفظ السلام في قبرص لتمديد اتفاقية عدم التشغيل لعام 1989 إلى جميع مناطق المنطقة العازلة التي تسيطر عليها الأمم المتحدة حيث كان الجانبان على مقربة من بعضهما البعض.
وأعرب المجلس عن تقديره للمساهمات الطوعية لقوة الأمم المتحدة لحفظ السلام في قبرص، داعياً إلى تقديم أقصى قدر من المساهمات الطوعية في المستقبل. واعتباراً من التمديد التالي لولاية قوة حفظ السلام في 15 حزيران / يونيو 1993 أو قبل ذلك التاريخ، كان من المقرر تغطية التكاليف التي لا تغطيها التبرعات باعتبارها نفقات للأمم المتحدة. وقرر أيضاً أنه ينبغي إعادة هيكلة قوة الأمم المتحدة لحفظ السلام في قبرص لتشمل عدداً إضافياً من المراقبين للاستطلاع، مما يؤكد مسؤولية الطرفين عن تقليل التوتر وتيسير عمل القوة في الجزيرة. وسيشمل ذلك خفض القوات الأجنبية والإنفاق الدفاعي في قبرص، وسيجري مراجعة لقوة الأمم المتحدة من قبل الأمين العام بطرس بطرس غالي في ديسمبر 1993. خلال هذا الوقت تم تخفيض قوة حفظ السلام بنسبة 28٪.
تم تبني القرار بأغلبية 14 صوتاً مع امتناع باكستان عن التصويت.

## روابط خارجية
- نص القرار في undocs.org